# Whiplash (film)
Whiplash is een Amerikaanse film uit 2014 onder regie van Damien Chazelle, gebaseerd op de gelijknamige kortfilm. De film ging in première op 16 januari op het Sundance Film Festival, had zijn Belgische avant-première op het Film Fest Gent 2014 en zijn Nederlandse avant-première op het Leiden International Film Festival 2014.

## Verhaal
Andrew Neiman is een beloftevol en ambitieus jazzdrummer die gecoacht wordt door zijn mentor Terence Fletcher. De veeleisende Fletcher drijft zijn pupil tot het uiterste om zijn doorbraak te forceren. Fletcher wordt enkele malen erg boos op Neiman maar daar weet Neiman bovenop te komen om uiteindelijk een succesvolle solo te spelen op het grote podium.

## Rolverdeling
| Acteur           | Personage              |
| ---------------- | ---------------------- |
| Miles Teller     | Andrew Neiman          |
| J.K. Simmons     | Terence Fletcher       |
| Paul Reiser      | Jim Neiman             |
| Melissa Benoist  | Nicole                 |
| Austin Stowell   | Ryan Connolly          |
| Nate Lang        | Carl Tanner            |
| Chris Mulkey     | Oom Frank              |
| Damon Gupton     | Mr. Kramer             |
| Suanne Spoke     | Tante Emma             |
| Jayson Blair     | Travis                 |
| Charlie Ian      | Dustin                 |
| Kofi Siriboe     | Greg                   |
| Kavita Patil     | Sophie                 |
| Michael Cohen    | toneelknecht Overbrook |
| April Grace      | Rachel Bornholdt       |
| Henry G. Sanders | Red Henderson          |

## Prijzen & nominaties

### Prijzen
- Oscar voor beste mannelijke bijrol voor J.K. Simmons
- Oscar voor beste geluid
- Internationaal filmfestival van Calgary 2014: People’s Choise Award – Narrative
- Sundance Film Festival 2014: Audience Award – Dramatic
- Sundance Film Festival 2014: Grand Jury Prize – Dramatic
- Leiden International Film Festival 2014: Winnaar American Indie Competition

### Nominaties
- Filmfestival van Cannes 2014: Queer Palm
- Internationaal filmfestival van Valladolid 2014: Golden Spike - Best Film